# Nicky Beloko
Nicky Beloko (Ebolowa, 2000. február 16. –) kameruni születésű svájci korosztályos válogatott labdarúgó, a Luzern középpályása.

## Pályafutása

### Klubcsapatokban
Beloko a kameruni Ebolowa városában született. Az ifjúsági pályafutását a svájci Aigle, Vevey-Sports és Lausanne-Sport csapatában kezdte, majd 2015-ben a Sion akadémiájánál folytatta.
2017-ben mutatkozott be a Sion első osztályban szereplő felnőtt csapatában. 2018-ban az olasz első osztályban érdekelt Fiorentina szerződtette. 2019. április 29-én, a Sassuolo ellen 1–0-ra elvesztett bajnoki félidejében, Bryan Dabo cseréjeként lépett pályára. A 2019–20-as szezon első felében a belga Gent, míg a 2020–21-es szezon második felében a svájci Neuchâtel Xamax csapatát erősítette kölcsönben. A lehetőséggel élve, 2021-ben a svájci klubhoz igazolt.
2022. július 6-án hároméves szerződést kötött a Luzern együttesével. Először a 2022. július 23-ai, Zürich ellen 0–0-ás döntetlennel zárult mérkőzésen lépett pályára. Első gólját 2022. augusztus 7-én, a Lugano ellen idegenben 2–1-re megnyert találkozón szerezte meg.

### A válogatottban
Beloko az U15-östől az U21-esig több korosztályos válogatottban is képviselte Svájcot.
2023-ban debütált az U21-es válogatottban. Először a 2023. március 24-ei, Spanyolország ellen 3–2-re elvesztett mérkőzés 80. percében, Dan Ndoyet váltva lépett pályára.

## Statisztika
2023. április 27. szerint.
| Klub                         | Szezon   | Bajnokság              | Bajnokság | Bajnokság | Kupa  | Kupa  | Nemzetközi | Nemzetközi | Összesen | Összesen |
| Klub                         | Szezon   | Bajnokság              | Mérk.     | Gólok     | Mérk. | Gólok | Mérk.      | Gólok      | Mérk.    | Gólok    |
| ---------------------------- | -------- | ---------------------- | --------- | --------- | ----- | ----- | ---------- | ---------- | -------- | -------- |
| Sion                         | 2017–18  | Swiss Super League     | 1         | 0         | 0     | 0     | —          | —          | 1        | 0        |
| Fiorentina                   | 2018–19  | Serie A                | 1         | 0         | 0     | 0     | —          | —          | 1        | 0        |
| Neuchâtel Xamax (kölcsönben) | 2020–21  | Swiss Challenge League | 16        | 0         | 0     | 0     | —          | —          | 16       | 0        |
| Neuchâtel Xamax              | 2021–22  | Swiss Challenge League | 24        | 1         | 1     | 0     | —          | —          | 25       | 1        |
| Neuchâtel Xamax              | Összesen | Összesen               | 40        | 1         | 1     | 0     | 0          | 0          | 41       | 1        |
| Luzern                       | 2022–23  | Swiss Super League     | 25        | 2         | 1     | 0     | —          | —          | 26       | 2        |
| Összesen                     | Összesen | Összesen               | 67        | 3         | 2     | 0     | 0          | 0          | 69       | 3        |